# Художньо-меморіальний музей Івана Труша
Художньо-меморіальний музей Івана Труша — музейний заклад художньо-меморіального спрямування, філія Національного музею у Львові імені Андрея Шептицького, експозиція музею присвячена особі та творчості видатного українського художника, мистецького критика, редактора, культурного та громадського діяча Івана Труша (1869—1941).

## Створення
Художньо-меморіальний музей створено в будинку І. Труша, що  розташований вулиці, яка носить ім’я художника. Тут Іван Труш мешкав разом із сім’єю до самої смерті  (1910—1941).
5 липня 1910 року Аріадна й Іван Труші придбали на околиці міста, у Францівці , земельну ділянку загальною площею 913 кв. м. для побудови власної оселі. У тому ж  році була зведена  двоповерхова будівля  за проектом відомого українського архітектора Олександра Лушпинського у стилі пізньої сецесії.  Вілла вирізнялась асиметричними фасадами і  одноповерховою дерев’яною верандою в стилі народної архітектури, прибудованою до західного крила. Будинок оточувала присадибна територія, впорядкуванням якої художник займався власноруч, прикрашаючи ландшафт рідкісними породами дерев, улюбленими соснами, різновидами кримських і карпатських квітів. У нижній частині саду була майстерно викладена альпійська гірка.
Будинок став місцем плідної праці та частих зустрічей митця із однодумцями і приятелями: М. Грушевським, І. Франком,  М. Мочульським, В. Стефаником,  О. Роздольським, І. Свєнціцьким та з багатьма іншими відомими діячами української культури. Вулиця, де мешкала родина Трушів, сформувалася на початку ХХ століття та мала назву Обводна. У 1946 році на пошану Івана Труша їй присвоєно ім’я художника.
З ініціативи дружини та доньки художника 20 березня 1951 року  у творчій майстерні Івана Труша відкрили меморіальну виставку його творів. У такий спосіб інтелігенція міста вшанувала пам’ять митця в десяті роковини його смерті. 
1962 року у будинку постав меморіальний музей І. Труша, який функціонував на громадських засадах. Першим і єдиним на той час працівником музею стала донька художника Аріадна Іванівна Труш.
У 1986 році нащадки митця передали будинок українському народові для створення музею. До 120-річчя від дня народження митця, у 1989 році, художньо-меморіальний музей Івана Труша  відчинив свої двері для відвідувачів. На фасаді будівлі встановлено меморіальну дошку, виконану в бронзі, з барельєфним портретом Івана Труша та написом: «В цьому будинку з 1910 по 1941 рік жив і творив видатний український художник Іван Труш» (скульптор — Й. Садовський, архітектор — В. Каменщик). 

## Експозиція
Експозиція художньо-меморіального музею презентує основні сторінки життя та творчості Івана Труша, представляє живописця як визначного українського імпресіоніста, автора жанрових композицій, майстра пейзажу, портретиста.
Постійна експозиція музею розгорнена у двох розділах. Перший презентує різні сфери мистецького та суспільного життя Галичини на зламі ХІХ—ХХ століть. Як непересічну особистість розкривають митця  фотографії та епістолярна спадщина, а теоретичні публікації, роздуми на актуальні теми культурного та мистецького життя представляють його як критика та громадського діяча. У другому розділі експозиції — творчий доробок художника: ліричні пейзажі, психологічні портрети, тематичні жанрові композиції. Зокрема, тут представлені  полотна з видами Львова та Києва, портрети видатних українських діячів, краєвиди Криму та Карпат, італійські та єгипетські пейзажі.
Музей є культурно-мистецьким осередком, де досліджують і популяризують мистецьку спадщину видатного українського художника.